# Приднестровье
Приднестро́вье (рум. Transnistria, Nistrenia; укр. Придністров'я / Подністров'я) — регион в Восточной Европе, расположенный в бассейне реки Днестр. Обычно под Приднестровьем подразумевается территория непризнанной Приднестровской Молдавской Республики, лежащая преимущественно на левом берегу Днестра и целиком располагающаяся в пределах границ Молдавии.

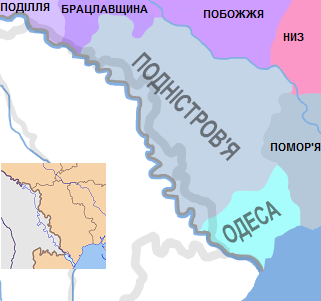
Приднестровье (серым) в составе УНР

## Название
Название региона на всех языках связано с названием реки Днестр (рум. Nistru; укр. Дністер). Левобережная часть Приднестровья, в основном в историческом контексте, иногда называется Поднестровьем (укр. Подністров'я).

## История
Первое устойчивое государственное образование на территории Приднестровья относится к IX веку и возникло в результате консолидации племенных союзов тиверцев и уличей, которые вошли в состав Киевской Руси. После распада Киевской Руси и монгольского нашествия на территории бассейна Днестра существовало Галицко-Волынское княжество (впоследствии Королевство Русское) — первая самостоятельная государственность Приднестровья. К концу XIV века Приднестровье пало под ударами Литвы и Польши, деливших разорённые татарами и монголами русские земли. В XVI веке эта территория вошла в состав Османской империи, а затем стала частью Российской империи после русско-турецких воин XVII-XIX веков.
В 1770 году Едисанская орда численностью в 8 тысяч татар принимает Российское подданство. По Кючук-Кайнарджийскому договору 1774 года Едисанская орда получает независимость. По Ясскому мирному договору (9 января 1792 года) стало частью Российской империи.
Географически территория Приднестровья делится на северную (Подольская возвышенность) и южную (степное Северное Причерноморье) части. К подольскому Приднестровью принадлежат Каменка, Рыбница, Рашков. К степному Приднестровью — Тирасполь, Бендеры, Дубоссары, Слободзея. Исторически это разделение проявилось с конца XIV века, когда подольское Приднестровье находилось под властью Великого княжества Литовского, Речи Посполитой и Подольской губернии Российской империи, а степное Приднестровье входило в Золотую Орду, Крымское ханство, Османскую империю и Херсонскую губернию России. На границе между подольским и степным Приднестровьем находится село Ягорлык, которое за время своего существования побывало и в Речи Посполитой, и в Османской империи, и в составе Гетманщины. В 1917 — в составе Украинской автономии в составе Российской республики. В 1918—1921 — под контролем УНР и Украинской державы (Херсонская губерния).

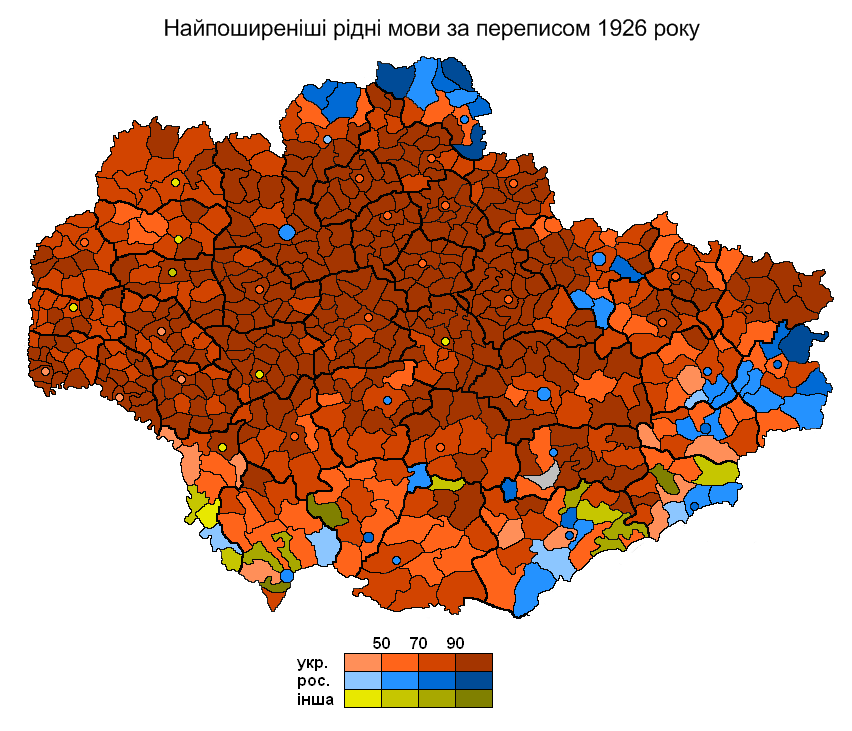
Самый распространённый родной язык в районах Украинской ССР по данным переписи 1926 года. Территория Приднестровья отличалась языковым разнообразием

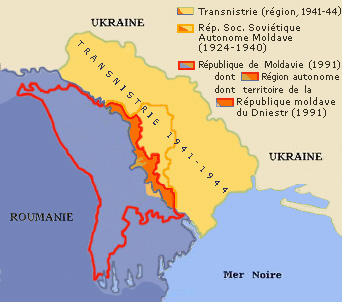
Территориальные образования на территории Приднестровья в XX веке.

В 1924—1940 на территории Приднестровья существовала Молдавская АССР в составе УССР. В 1940 часть этой территории передана в состав МССР. В 1941—1943 на территории современной Одесской области и ПМР была создана оккупационная зона королевской Румынии — так называемая Транснистрия. С окончанием Великой Отечественной войны территория бывшей МАССР оказалась разделена между Молдавской ССР (с 1991 г. — т. н. «Левобережье Днестра») и Украинской ССР (Одесская область). С 1990 года почти весь регион Молдавского Приднестровья контролируется Приднестровской Молдавской Республикой.

## Физико-географическая характеристика

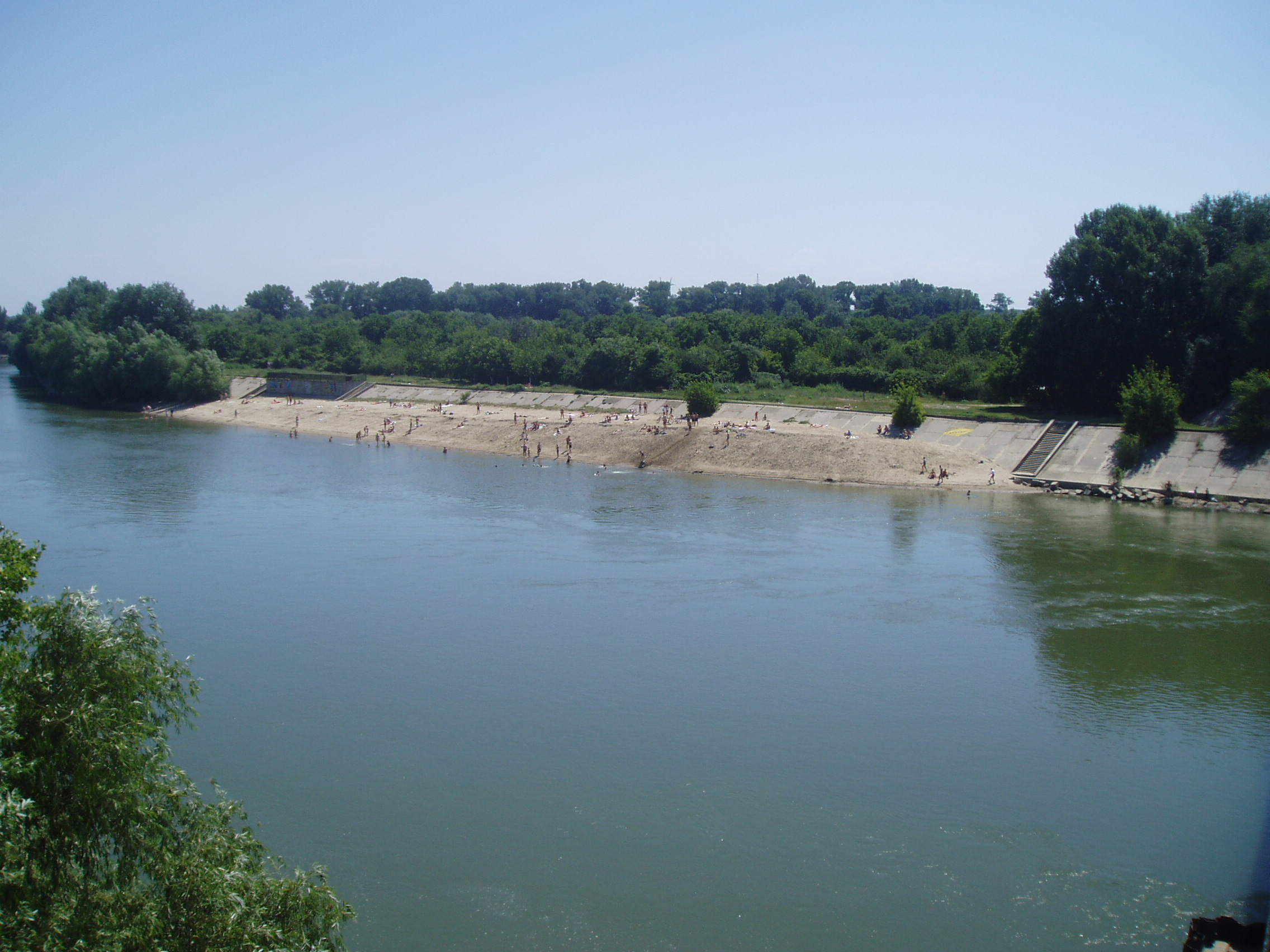
Река Днестр в Тирасполе

Приднестровье расположено на крайнем юго-западе Восточно-Европейской равнины.
Поверхность Приднестровья представляет собой холмистую равнину, расчленённую речными долинами. Средняя высота над уровнем моря — 140 м. Полезные ископаемые: известняки, гипс, глины, стекольный песок, гравий.
Климат умеренно континентальный. Зима мягкая, короткая, лето жаркое, продолжительное. Средняя температура января −4 °C, июля +21 °C. Абсолютный минимум −18 °C, максимум +50 °C. Среднее годовое количество осадков колеблется в пределах 380—550 мм.

### Воды
Главная река региона — Днестр, длина которой в пределах Приднестровья составляет 425 км. Среднегодовой расход воды у г. Бендеры составляет около 310 м3/с.
Малые реки региона: Каменка (среднегодовой расход воды 0,77 м3/с), Белочи (0,55 м3/с), Молокиш (0,25 м3/с), Рыбница (0,11 м3/с), Ягорлык (0,76 м3/с) — являются притоками Днестра.
Сооружение плотины Дубоссарской ГЭС привело к образованию водохранилища, которое введено в эксплуатацию в 1954 году. Оно находится на участке Днестра между городами Каменка и Дубоссары. При нормальном подпорном горизонте его длина около 128 км, средняя ширина 528 м, площадь водного зеркала 67,5 км2. Полный объём водохранилища в последние годы, сократился ввиду его заиления с 485,5 до 266 млн м3.
Воды Кучурганского водохранилища, пограничного с Украиной водоёма, используются Молдавской ГРЭС для технологических нужд. В настоящее время его длина достигает 20 км, ширина у плотины 3 км, площадь водного зеркала 27,2 км2, объём составляет 88 млн м3.
На территории региона разведано 12 месторождений подземных минеральных вод с дебитом до 22 тысяч м3 в сутки.